# Apanteles paranthrenidis
Apanteles paranthrenidis är en stekelart som beskrevs av Muesebeck 1921. Apanteles paranthrenidis ingår i släktet Apanteles och familjen bracksteklar. Inga underarter finns listade i Catalogue of Life.